# Noogimaa
Noogimaa é uma pequena ilha desabitada da Estónia no Mar Báltico.
Noogimaa fica ao sul da ilha de Vilsandi e na ponta oeste da ilha de Saaremaa. Como tal, é administrado pela freguesia de Kihelkonna no condado de Saare.